# Associazione Calcio Palazzolo-Telgate 1989-1990
Questa voce raccoglie le informazioni riguardanti l'Associazione Calcio Palazzolo-Telgate nelle competizioni ufficiali della stagione 1989-1990.

## Rosa
| N. |                   | Ruolo | Calciatore          |
| -- | ----------------- | ----- | ------------------- |
|    | Italia (bandiera) | D     | Paolo Aresi         |
|    | Italia (bandiera) | A     | Renato Bergomi      |
|    | Italia (bandiera) | A     | Gianluigi Brambilla |
|    | Italia (bandiera) | P     | Pierluigi Brivio    |
|    | Italia (bandiera) | C     | Fabio Cavaletti     |
|    | Italia (bandiera) | D     | Diego Caverzan      |
|    | Italia (bandiera) | C     | Roberto Crotti      |
|    | Italia (bandiera) | D     | Andrea Di Cintio    |
|    | Italia (bandiera) | C     | Roberto Garbelli    |
|    | Italia (bandiera) | P     | Sergio Gualeni      |

| N. |                   | Ruolo | Calciatore                   |
| -- | ----------------- | ----- | ---------------------------- |
|    | Italia (bandiera) | A     | Gabriele Messina             |
|    | Italia (bandiera) | D     | Claudio Milani               |
|    | Italia (bandiera) | D     | Franco Morotti               |
|    | Italia (bandiera) | C     | Ulisse Paleni                |
|    | Italia (bandiera) | C     | Marco Paris                  |
|    | Italia (bandiera) | D     | Gianmarco Parmeggiani        |
|    | Italia (bandiera) | C     | Carlo Rossi                  |
|    | Italia (bandiera) | C     | Gianmaria Alessandro Tirloni |
|    | Italia (bandiera) | A     | Franco Turrini               |